# Danh sách tập của chương trình Saturday Night Live Korea
Đây là danh sách các tập của chương trình Trực tiếp tối thứ Bảy Hàn Quốc:

## Tổng quan
| Mùa | Mùa | Tập | Phát sóng chính thức | Phát sóng chính thức |
| Mùa | Mùa | Tập | Mùa phát sóng        | Mùa kết thúc         |
| --- | --- | --- | -------------------- | -------------------- |
|     | 1   | 8   | 3 tháng 12 năm 2011  | 21 tháng 1 năm 2012  |
|     | 2   | 8   | 26 tháng 5 năm 2012  | 14 tháng 7 năm 2012  |
|     | 3   | 17  | 8 tháng 9 năm 2012   | 29 tháng 12 năm 2012 |
|     | 4   | 38  | 23 tháng 2 năm 2013  | 23 tháng 11 năm 2013 |
|     | 5   | —   | 1 tháng 3 năm 2014   | —                    |

## Danh sách tập

### Mùa 1 (2011–12)
Mùa một được phát sóng vào 3 tháng 12 năm 2011 đến 21 tháng 1 năm 2012 gồm 8 tập.
| Thứ tự trong series | Thứ tự trong mùa | Ngày phát sóng | Chủ trì        | Khách mời nhạc sĩ  | Khách mời      | Ghi chú           |
| ------------------- | ---------------- | -------------- | -------------- | ------------------ | -------------- | ----------------- |
| 1                   | 1                | 3/12/2011      | Kim Joo-hyuk   | Dynamic Duo        | Shim Eun-kyung | [ 1 ] [ 2 ] [ 3 ] |
| 2                   | 2                | 10/12/2011     | Gong Hyung-jin | Kim Chang-wan Band | -              | [ 4 ] [ 5 ]       |
| 3                   | 3                | 17/12/2011     | Kim In-kwon    | Kim Jo-han         | -              | [ 6 ] [ 7 ]       |
| 4                   | 4                | 24/12/2011     | Kolleen Park   | Choi Jae-rim       | -              |                   |
| 5                   | 5                | 31/12/2011     | Kim Dong-wook  | Jang Jae-in        | -              | [ 8 ]             |
| 6                   | 6                | 07/01/2012     | Kim Sang-kyung | -                  | Kim In-kwon    | [ 9 ]             |
| 7                   | 7                | 14/01/2012     | Kim Sung-soo   | -                  | -              |                   |
| 8                   | 8                | 21/01/2012     | Ye Ji-won      | -                  | Kwak Seung-jun | [ 10 ] [ 11 ]     |

### Mùa 2 (2012)
Mùa hai phát sóng từ 26 tháng 5 đến 14 tháng 7 năm 2012 gồm 8 tập.
| Thứ tự trong series | Thứ tự trong mùa | Ngày phát sóng | Chủ trì                                      | Khách mời nhạc sĩ | Khách mời                                           | Ghi chú                                   |
| ------------------- | ---------------- | -------------- | -------------------------------------------- | ----------------- | --------------------------------------------------- | ----------------------------------------- |
| 9                   | 1                | 26/05/2012     | Oh Ji-ho                                     | Baek Ji-young     | -                                                   | [ 12 ] [ 13 ]                             |
| 10                  | 2                | 02/06/2012     | Jo Yeo-jeong                                 | -                 | Kim Dong-wook                                       | [ 14 ]                                    |
| 11                  | 3                | 09/06/2012     | Yang Dong-geun                               | -                 | Jung Joon                                           |                                           |
| 12                  | 4                | 16/06/2012     | -                                            | -                 | Lee Soon-jae Im Ha-ryong Kim Bu-seon Lee Jae-oh     | [ 15 ]                                    |
| 13                  | 5                | 23/06/2012     | Shin Dong-yup                                | -                 | Hong Seok-cheon                                     | [ 16 ]                                    |
| 14                  | 6                | 30/06/2012     | Park Jin-young                               | Lena Park         | Lee Sang-min Kim Min-soo Min Hyo-rin Shin Eun-kyung | [ 17 ]                                    |
| 15                  | 7                | 07/07/2012     | Bada Horan (Clazziquai) Ham Eun-jung (T-ara) | -                 | Chung Se-kyun Hyolyn (SISTAR)                       | [ 18 ] [ 19 ] [ 20 ] [ 21 ]               |
| 16                  | 8                | 14/07/2012     | Super Junior                                 | Super Junior      | -                                                   | [ 22 ] [ 23 ] [ 24 ] [ 25 ] [ 26 ] [ 27 ] |

### Mùa 3 (2012)
Mùa ba phát sóng từ 8 tháng 9 đến 15 tháng 11 năm 2012 gồm 7 tập.
| Thứ tự trong series | Thứ tự trong mùa | Ngày phát sóng | Chủ trì                                      | Khách mời nhạc sĩ | Khách mời                                                                             | Ghi chú                     |
| ------------------- | ---------------- | -------------- | -------------------------------------------- | ----------------- | ------------------------------------------------------------------------------------- | --------------------------- |
| 17                  | 1                | 08/09/2012     | -                                            | -                 | Kim Bo-sung Jung Woon-taek                                                            |                             |
| 18                  | 2                | 15/09/2012     | Seo In Guk Eun Ji-won Lee Shi-un Shin So-yul | -                 | -                                                                                     | [ 29 ] [ 30 ]               |
| 19                  | 3                | 22/09/2012     | Yoo Oh-sung                                  | -                 | -                                                                                     |                             |
| 20                  | 4                | 29/09/2012     | -                                            | -                 | -                                                                                     |                             |
| 21                  | 5                | 6/10/2012      | Lee Hyun-woo                                 | -                 | Yoon Sang Kwon Oh-joong                                                               |                             |
| 22                  | 6                | 13/10/2012     | Kim Jung-nan                                 | -                 | Dongho (U-KISS)                                                                       | [ 31 ] [ 32 ] [ 33 ] [ 34 ] |
| 23                  | 7                | 20/10/2012     | Son Dam Bi                                   | -                 | Orange Caramel Kim Wan-sun                                                            | [ 35 ] [ 36 ]               |
| 24                  | 8                | 27/10/2012     | -                                            | -                 | Lee Hyun-woo Kim Jung-nan Son Dam Bi (director's cut)                                 |                             |
| 25                  | 9                | 03/11/2012     | Jun Hyun-moo                                 | -                 | Shin Young-il                                                                         |                             |
| 26                  | 10               | 10/11/2012     | Park Eun-ji                                  | -                 | Ahn Young-mi Nancy Rang                                                               |                             |
| 27                  | 11               | 17/11/2012     | Tony An Jang Woo-hyuk                        | Smash             | Smash Kang Ye-bin Kim Dong-hyun                                                       | [ 37 ]                      |
| 28                  | 12               | 24/11/2012     | -                                            | -                 | Jun Hyun-moo Park Eun-ji Tony An Jang Woo-hyuk (director's cut) Shin Young-il         |                             |
| 29                  | 13               | 01/12/2012     | Jay Park                                     | -                 | NS Yoon-G DickPunks Shin So-yul Won Mi-yeon                                           | [ 38 ] [ 39 ] [ 40 ] [ 41 ] |
| 30                  | 14               | 08/12/2012     | Kim Hyun-sook                                | -                 | Kwak Hyun-hwa Choi Won-jun                                                            |                             |
| 31                  | 15               | 15/12/2012     | Brown Eyed Girls                             | -                 | Jang Jin                                                                              | [ 42 ] [ 43 ]               |
| 32                  | 16               | 22/12/2012     | -                                            | -                 | SNL Christmas Finale Special Jay Park Kim Hyun-sook Brown Eyed Girls (director's cut) |                             |
| 33                  | 17               | 29/12/2012     | -                                            | -                 | 격동 SNL (mockumentary)                                                               |                             |

### Mùa 4 (2013)
| Thứ tự trong series | Thứ tự trong mùa | Ngày phát sóng | Chủ trì                        | Khách mời nhạc sĩ      | Khách mời                                                                         | Ghi chú                                   |
| ------------------- | ---------------- | -------------- | ------------------------------ | ---------------------- | --------------------------------------------------------------------------------- | ----------------------------------------- |
| 34                  | 1                | 23/01/2013     | Choi Min-soo                   | 36.5˚C                 | Jang Jin Go Kyung-pyo                                                             |                                           |
| 35                  | 2                | 02/03/2013     | Lee Moon-sik                   | -                      | Kang Yong-suk                                                                     |                                           |
| 36                  | 3                | 09/03/2013     | Lee Young-ja                   | -                      | Kang Yong-suk                                                                     | [ 44 ] [ 45 ]                             |
| 37                  | 4                | 16/03/2013     | Yoo Se-yoon                    | UV                     | Choi Jong-hoon                                                                    |                                           |
| 38                  | 5                | 23/03/2013     | Choi Yeo-jin                   | -                      | Kim Ye-won (Jewelry) Seo Kyung-seok Lee Yoon-seok                                 |                                           |
| 39                  | 6                | 30/03/2013     | Oh Man-seok                    | -                      | Fujita Sayuri Kwak Han-gu                                                         |                                           |
| 40                  | 7                | 06/04/2013     | Cultwo                         | -                      | Seo Kyung-seok Lee Yoon-seok                                                      |                                           |
| 41                  | 8                | 13/04/2013     | 2AM                            | -                      | -                                                                                 | [ 46 ] [ 47 ]                             |
| 42                  | 9                | 20/04/2013     | Lee Soo-young                  | Jay Park (Cast member) | -                                                                                 | [ 48 ]                                    |
| 43                  | 10               | 27/04/2013     | 4Minute                        | -                      | -                                                                                 | [ 49 ] [ 50 ] [ 51 ] [ 52 ]               |
| 44                  | 11               | 04/05/2013     | Shinhwa                        | -                      | -                                                                                 | [ 53 ] [ 54 ] [ 55 ] [ 56 ] [ 57 ] [ 58 ] |
| 45                  | 12               | 11/05/2013     | Yoon Je-moon                   | -                      | -                                                                                 |                                           |
| 46                  | 13               | 18/05/2013     | -                              | Jason Mraz             | Junseok Lee Song Chong-Gug JK Kim Dong-wook Younha Sam Hammington Hong Seok-cheon | [ 59 ] [ 60 ] [ 61 ] [ 62 ]               |
| 47                  | 14               | 25/05/2013     | Park Yong-woo                  | -                      | -                                                                                 |                                           |
| 48                  | 15               | 01/06/2013     | MBLAQ                          | -                      | -                                                                                 | [ 63 ]                                    |
| 49                  | 16               | 8/06/2013      | Ivy                            | Ivy                    | -                                                                                 | [ 64 ]                                    |
| 50                  | 17               | 15/06/2013     | Lee Beom-soo                   | -                      | Miranda Kerr Sean Lee Lee Joon (MBLAQ)                                            | [ 65 ] [ 66 ]                             |
| 51                  | 18               | 22/06/2013     | -                              | -                      | (director's cut)                                                                  |                                           |
| 52                  | 19               | 13/07/2013     | Bong Tae-gyu                   | -                      | Jessica Gomez                                                                     |                                           |
| 53                  | 20               | 20/07/2013     | Kim Wan-sun                    | -                      | Lee Eun-gyul                                                                      |                                           |
| 54                  | 21               | 27/07/2013     | Han Jung-soo Jo Dong-hyuk      | -                      | -                                                                                 |                                           |
| 55                  | 22               | 03/08/2013     | Kim Gura                       | -                      | Crayon Pop                                                                        |                                           |
| 56                  | 23               | 10/08/2013     | Choi Soo-jong                  | -                      | Yoo Se-yoon                                                                       | [ 67 ] [ 68 ]                             |
| 57                  | 24               | 17/08/2013     | Koyote                         | -                      | -                                                                                 |                                           |
| 58                  | 25               | 24/08/2013     | -                              | -                      | -                                                                                 |                                           |
| 59                  | 26               | 31/08/2013     | Jang Hyuk                      | -                      | -                                                                                 | [ 69 ]                                    |
| 60                  | 27               | 07/09/2013     | Seungri                        | -                      | -                                                                                 |                                           |
| 61                  | 28               | 14/09/2013     | Hye Park Kyung-ah Song Han Jin | -                      | -                                                                                 |                                           |
| 62                  | 29               | 21/09/2013     | -                              | -                      | Seungri                                                                           |                                           |
| 63                  | 30               | 28/09/2013     | G.NA                           | -                      | BTOB                                                                              | [ 70 ]                                    |
| 64                  | 31               | 5/10/2013      | Lim Changjeong                 | -                      | -                                                                                 |                                           |
| 65                  | 32               | 12/10/2013     | Jaurim                         | -                      | -                                                                                 |                                           |
| 66                  | 33               | 19/10/2013     | Chung Kyung-Ho                 | -                      | Tom Hiddleston                                                                    |                                           |
| 67                  | 34               | 26/10/2013     | -                              | -                      | -                                                                                 |                                           |
| 68                  | 35               | 02/11/2013     | Han Eun-jeong                  | -                      | -                                                                                 |                                           |
| 69                  | 36               | 09/11/2013     | Kim Gyu-ri                     | -                      | Block B                                                                           |                                           |
| 70                  | 37               | 16/11/2013     | Kahi                           | -                      | Lizzy (After School) Nana (After School)                                          |                                           |

### Mùa 5 (2014)
| Thứ tự trong series | Thứ tự trong mùa | Ngày phát sóng      | Chủ trì         | Khách mời nhạc sĩ | Khách mời | Ghi chú       |
| ------------------- | ---------------- | ------------------- | --------------- | ----------------- | --------- | ------------- |
| 72                  | 1                | 1 tháng 3 năm 2014  | —               | —                 | —         |               |
| 73                  | 2                | 8 tháng 3 năm 2014  | Park Sung-woong | —                 | —         |               |
| 74                  | 3                | 15 tháng 3 năm 2014 | Park Ji-yoon    | —                 | —         | [ 71 ] [ 72 ] |

## Liên kết
- SNL Korea official tvN website (tiếng Hàn)
- SNL Korea trên Facebook
- SNL Korea trên Twitter